# Antonio Pezzino
Antonio Pezzino (Córdoba, 5 de diciembre de 1921-Montevideo, 29 de abril de 2004), fue un artista plástico argentino-uruguayo.

## Biografía

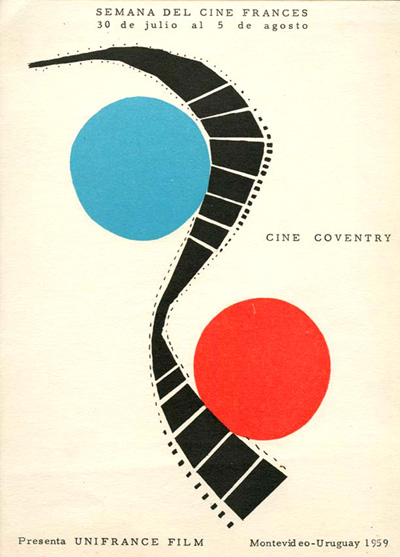
Programa de la Semana de Cine Francés para el Cine Club. (Montevideo, 1959)

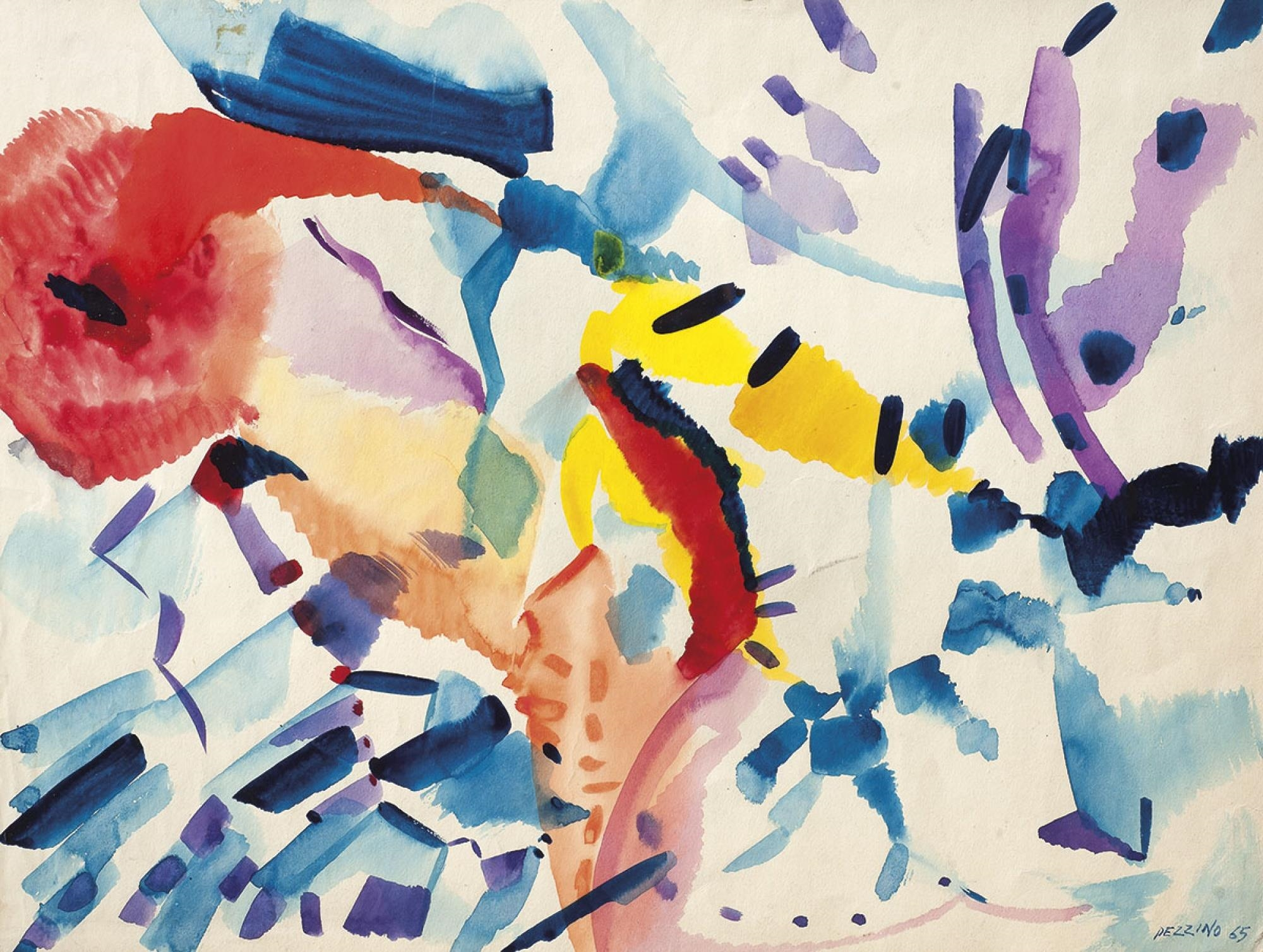
Abstracto fechado en 1965

Nació el 5 de diciembre de 1921 en la ciudad argentina de Córdoba. Su formación artística comenzó en la Academia de Bellas Artes “Dr. José Figueroa Alcorta”, donde fueron sus profesores Antonio Pedrone, José Aguilera y Francisco Vidal.  Durante tres años fue miembro del “Taller Libre de Artistas Plásticos”, donde trabajó con modelo vivo.
En 1941 su familia se estableció en Buenos Aires, donde continuó estudiando en talleres libres. En 1942 viajó a Bolivia, donde durante algunos meses trabajó con los elementos de las culturas precolombinas y realizó una exposición de sus trabajos. Sobre esta experiencia, Antonio Pezzino señala:

Y allí los indios (aimara, quechua) cultivaban la tierra y con el arado tropezaban con piezas que tenían una cantidad de años increíble. Entonces, en un principio llegamos a Tiahuanaco y estábamos en una choza del Estado que era para arqueólogos. Era el año 43, en plena Guerra, y entonces no venían los arqueólogos de Europa. Nosotros teníamos el permiso del Jefe del Museo. Pasamos de ser pintores a ser estudiantes de arqueología. Entonces colocábamos las piezas sobre una ventana, las calcábamos, y dibujábamos en papeles a escala natural. Llegamos a hacer unas 40 o 50 piezas. Allí aprendí el Arte Precolombino de primera mano.

Al regresar a Buenos Aires, se interesó por el trabajo de Joaquín Torres García. En 1945, viajó a Montevideo y se incorporó al Taller Torres García, donde fue discípulo directo del maestro y permaneció hasta 1957.
En 1954 viajó a Francia, Italia y España, donde estudió a los maestros del arte occidental que admiraba y, al mismo tiempo, tomó contacto con el arte y la filosofía oriental, ideas que abrieron una nueva dirección en su concepción plástica.
En 1959 contrajo matrimonio con Leticia Barrán, con quien tuvo cuatro hijos.

Como artista gráfico, trabajó en la realización de tapas de discos y libros en la imprenta AS y realizó numerosos afiches para el Cine Club (en la actualidad Cinemateca Uruguaya). 

Trabajó en la diagramación de folletos, revistas y sellos postales, y ejerció la enseñanza de dibujo y pintura. 

Diagramó la revista Removedor del Taller Torres García y el diario El País, ilustró la sección literaria de este diario, del semanario Marcha y de la revista Tres, entre muchos otros trabajos de diseño gráfico.
En 1980 obtuvo la carta de ciudadanía uruguaya. Sus obras participaron en las exposiciones del Taller Torres García, y en numerosas muestras individuales y colectivas.

Falleció en Montevideo el 29 de abril de 2004 a la edad de 82 años.
En 2006 el Ministerio de Educación y Cultura de Uruguay declaró «de interés cultural» la obra y aporte al país realizados por Antonio Pezzino a lo largo de su trayectoria.